# Banca electrónica
Banca virtual, banca en línea, banca digital o genéricamente banca electrónica, es la banca a la que se puede acceder mediante una red informática como Internet, una red privada, una línea telefónica u otros medios de comunicación que involucren el intercambio de mensajes digitales entre el cliente y la entidad financiera. Es un servicio que se presta por entidades con sucursales físicas o aquellas que sólo operan a distancia de forma virtual (por Internet o por teléfono), como los neobancos.

## Definición
La banca telefónica apareció en España a mediados de 1983 con el Banco Directo, entonces filial de Argentaria. Posteriormente continuó su crecimiento en 1995 de la mano del Banco Español de Crédito (Banesto) y del Banco Central Hispano (BCH). Aunque inicialmente solo servía como medio de consulta, en la actualidad incorpora prácticamente todos los servicios del sistema financiero (Usuarios, 2002; Muñoz Leiva, 2008: 42). La literatura científica cita también 1995 (concretamente el mes de octubre) como el momento de la irrupción de la banca en línea completamente desarrollada en EE. UU., de la mano del “Security First National Bank” (SFNB) (Gandy, 1995; Teo y Tan, 200) …
En la lucha por atribuir un nombre adecuado a dicha innovación tecnológica, aparecen términos como 'banca virtual', 'banca en línea', e-banking o genéricamente 'banca electrónica', aunque conviene aclarar qué se entiende por cada una de ellos (Clasificación de banca electrónica de Muñoz Leiva, 2008: 43):
- La banca electrónica hace referencia al tipo de banca que se realiza por medios electrónicos como puede ser cajeros electrónicos, teléfonos, y otras redes de comunicación. Tradicionalmente, este término ha sido atribuido a la banca por Internet o banca en línea, pero conviene aclarar su significado. Algunos autores lo consideran como un constructo de orden superior que supone varios canales que incluyen también la banca telefónica, la banca por teléfono móvil (basada en tecnología Wireless Application Protocol –WAP– que traslada Internet al teléfono móvil), y la basada en televisión interactiva (iNet-television).
- La banca por Internet o 'en línea' comprende aquellas herramientas que ofrecen una entidad para que sus clientes hagan sus operaciones bancarias a través de la computadora, utilizando una conexión a la red Internet. Para otros investigadores, la banca por Internet es un nuevo tipo de sistema de información que usa los recursos novedosos de Internet y la World Wide Web (WWW) para permitir a los consumidores efectuar operaciones financieras en el espacio virtual.
- La banca virtual o sin presencia física. Se considera a un banco virtual como un banco sin oficina y normalmente se asocia el concepto banca virtual al de banca electrónica. En términos generales, este mercado no debería denominarse virtual, siendo más adecuada la denominación de banca electrónica o por Internet, puesto que las organizaciones participantes en el intercambio existen físicamente.
- De las transacciones desde la casa sin necesidad de asistir personalmente a un banco se deriva la siguiente lista de servicios: consultas de saldo; solicitud de extractos (cuentas); transferencias internas (cuentas del mismo banco) o a terceros; seguimiento (transacciones) u otras operaciones más especializadas (cambios de divisas, transferencias internacionales, solicitud y aprobación de créditos).

En este movimiento (en este cambio de conducta) del consumidor, al pasar desde la banca tradicional basada en oficinas a un banca autónoma, los inversores particulares han sufrido un profundo cambio en su relación con las instituciones financieras. En el tipo de relación de intercambio B2C aparece el denominado 'banco virtual' o banco en casa, destinado a los usuarios particulares, el cual podría ser incluido en cualquiera de los tres tipos de banca definidos anteriormente. Así mismo, esto se ha difundido también en el negocio de otras entidades financieras como, por ejemplo, las compañías de seguros.

## Ventajas y barreras
Desde el punto de vista del consumidor, la banca en línea ofrece una serie de ventajas que permiten crear valor:
- Comodidad y servicios de conveniencia, 24/7. Operaciones desde casa.
- Acceso global.
- Ahorro en tiempo.
- Ahorro en costes para el banco que pueden o deben repercutir en el cliente. Puede ser más barato que el teléfono, sobre todo si se tiene tarifa plana o el teléfono de información es una línea 902.
- Transparencia en la información.
- Capacidad de elección de los clientes.
- Oferta de productos y servicios personalizados.

No obstante se ha detectado un conjunto de obstáculos o inconvenientes que inhiben la óptima adopción de la banca online (Muñoz Leiva, 2008: 59): 
- Preocupación por la seguridad (virus, piratas,...) y por la información personal y confidencial.
- Propia intangibilidad y separación física entre el cliente y la entidad.
- Límite de servicios y burocracia afuera de línea (solventado con el paso del tiempo).
- Ausencia de información sobre el uso y servicios ofrecidos y de habilidades tecnológicas entre los usuarios.
- Baja penetración de Internet en algunas zonas rurales o países en vías de desarrollo.

## Procedimiento y medidas de seguridad
Normalmente se opera registrándose con los datos del cliente y una clave o un certificado digital. Otras medidas de seguridad son:
- Usar la conexión cifrada con cifrado fuerte, para el caso de que pueda haber un sniffer. Ver SSL/TLS.
- Guardar la contraseña en un lugar seguro o, mucho mejor, memorizarla y destruirla.
  - Normalmente hay algún método para recuperarla si se olvida: se puede solicitar en el cajero, vía telefónica o en la misma web se puede solicitar el envío a casa.
  - Tras su envío a casa, además se puede obligar a solicitar su activación por otro medio, como el teléfono. Esto minimiza los peligros de que se intercepte el correo. 
    - Si la clave es interceptada y utilizada sin que el usuario se entere, es el banco sobre quien recae la responsabilidad.

  - Para la activación se pueden solicitar algunos datos de seguridad, para disminuir aún más los riesgos.
- Los navegadores pueden almacenar información del formulario de ingreso en el sitio de la banca en línea. Si existe riesgo de que se pueda ver esta información (por ejemplo, si no es el ordenador de casa) hay que evitar que el navegador almacene estos datos, sobre todo la clave.
  - Además puede ser conveniente que no guarde las cookies del banco, ya que si el servidor las reconoce, puede rellenar ciertos datos del formulario automáticamente. Este es el caso de la Wikipedia, que según la cookie rellena con el nombre de usuario.
- Además de la clave se suele usar otra clave llamada firma que es necesaria para realizar movimientos de dinero. La medidas de seguridad sobre la firma deberán ser aun mayores.
- Si no utilizamos un ordenador de confianza, puede tener instalado un programa que capture la teclas pulsadas del teclado. Como medida de seguridad adicional, se puede introducir la contraseña pulsando unos botones mediante el ratón. Es más difícil averiguar el número pulsado a partir de la posición del ratón y más aún si los botones cambian de posición cada vez que se solicita autenticación.

## Listado de entidades en línea (virtuales)
España:
- ActivoBank, banco en línea perteneciente al Banco Sabadell
- EVO Banco, banco perteneciente al grupo Bankinter
- Santander.Com Banco en Línea del Propio Banco Santander
- Openbank, banco en línea perteneciente al Grupo Santander
- Self Bank
- WiZink
- N26
- Imagin Banco en línea de CaixaBank
- BBVA online, perteneciente al BBVA
- (ING Direct) Banco en Línea perteneciente al grupo ING
- Sabadell.com Banco en Línea del Banco Sabadell

Otros países:
- Cathedral Bank
- Homebanking, banco línea perteneciente a Banco Continental S.A de Honduras.
- N1U, Latam, orientada al segmento gamer.

### Bibliográfía
- Gandy, T. (1995): “Banking in e-space”, The banker, 145 (838), pp. 74-76.
- Muñoz Leiva, Francisco (2008): La adopción de una innovación basada en la Web. Análisis y modelización de los mecanismos generadores de confianza, tesis doctoral, departamento de Comercialización e Investigación de Mercados, Universidad de Granada. Disponible en línea en: https://www.franmleiva.com.
- Tan, M.; Teo, T. S. (2000): “Factors influencing the adoption of Internet banking”, Journal of the Association for Information Systems, 1 (5), pp. 1-42.
- Usuarios (2002): “Evolución de la banca electrónica”, Usuarios, nov.-dic., pp. 17-26.

- Datos: Q188506
- Multimedia: Electronic commerce / Q188506